# سوتریو (ایتالیا)
سوتریو (به ایتالیایی: Sutrio) یک کومونه در ایتالیا است که در استان اودینه واقع شده‌است.

## خصوصیات
سوتریو ۲۱٫۱ کیلومترمربع مساحت و ۱٬۳۹۲ نفر جمعیت دارد و ۵۶۵ متر بالاتر از سطح دریا واقع شده‌است.